# 波茨洛湖
53°12′32.19″N 13°50′30.85″E / 53.2089417°N 13.8419028°E

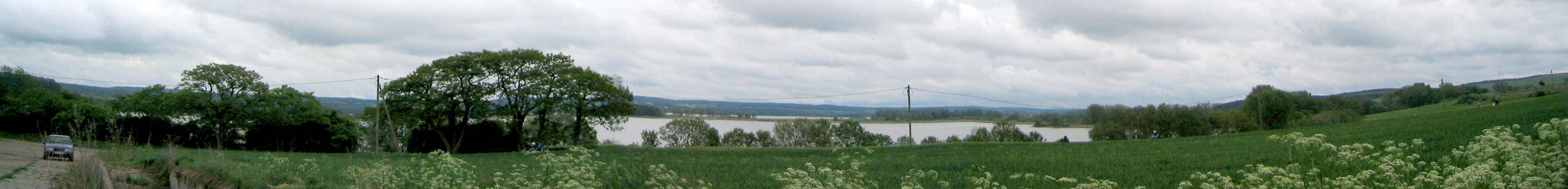

波茨洛湖（德語：Potzlowsee），是德國的湖泊，位於該國西南部，由勃蘭登堡州負責管轄，處於烏克馬克縣，面積1.6平方公里，海拔高度18米，最大水深7米，水體容量625萬立方米。